# رئولوژی
روانه‌شناسی یا رِئولوژی (به فرانسوی: Rhéologie) علم جریان و تغییر شکل جریان‌ها که برهمکنش بین نیروها، تغییر شکل و زمان را توصیف می‌کند. رئولوژی از واژه رئوس (Rheos) که واژه‌ای یونانی به معنای جریان است، اقتباس شده‌است. رئولوژی برای تمام مواد از گازها تا مایعات کاربردی است. علم رئولوژی حدود یک قرن سابقه دارد که برای اولین بار به علت نیاز به توصیف خواص سیالات (fluides) مطرح شد. اگر چسبندگی یا ویسکوزیته (viscosité) مقاومت در برابر جریان و الاستیسیته (élasticité) ساختار و پایداری ابعادی ماده را معرفی کند، می‌توان گفت که رئولوژی در واقع رفتار ویسکوز و الاستیک سیستم‌ها را به صورت مجزا و در ارتباط با یکدیگر بررسی می‌کند. سیالات را به‌طور کلی می‌توان به سیال نیوتنی و سیال غیر نیوتونی (non newtoniens) مستقل از زمان، غیرنیوتونی وابسته به زمان و ویسکوالاستیک (viscoélastique) طبقه‌بندی کرد که جریان‌شناسی سیالات غیرنیوتونی و ویسکوالاستیک وظیفه خطیر دانش رئولوژی است.
طبقه‌بندی مواد از لحاظ رئولوژی:

## مواد ویسکوز
مواد ویسکوز موادی هستند که با اعمال تنش، تغییر شکل داده و با برداشتن تنش به حالت اولیه بازنمی‌گردند و در حقیقت کل انرژی وارده را تلف می‌کنند و به دو دسته نیوتنی و غیرنیوتنی تقسیم‌بندی می‌شوند.
1. سیال ویسکوز نیوتنی: در این نوع سیالات تنش با سرعت تغییر شکل به صورت خطی متناسب است.
2. سیال ویسکوز غیر نیوتنی: در این نوع سیالات، ویسکوزیته به صورت تابعی از تغییر شکل برشی است و تنش با سرعت برشی به صورت خطی تغییر نمی‌کند. سیالاتی که در آ نها ویسکوزیته با افزایش سرعت برشی کاهش پیدا می‌کند سیالات شبه پلاستیک و سیالاتی که در آن‌ها ویسکوزیته با افزایش سرعت برشی افزایش می‌یابد را سیالات دیلاتنت می‌نامند. سیالات پلیمری اغلب از خود رفتاری شبه پلاستیک نشان می‌دهند.

## مواد الاستیک
مواد صد در صد الاستیک موادی هستند که وقتی تحت تنش قرار می‌گیرند، تغییر شکل داده و با حذف تنش، به حالت اولیه بازمی‌گردند به عبارت ساده‌تر کل انرژی وارده را در خود ذخیره می‌کنند.

## مواد ویسکوالاستیک
موادی هستند که رفتاری بین مواد صددرصد ویسکوز و صددرصد الاستیک دارند این مواد در حالت مذاب کل انرژی را تلف نمی‌کنند و در حالت جامد نیز کل انرژی را ذخیره می‌کنند. این خاصیت باعث ایجاد پدیده‌ای چون تورم دای (Die swelling) عملیات اکسترودر می‌شود. البته این تورم مذاب در خروج از دای، دائمی و همیشگی نیست، بلکه با گذشت زمان سیال به حالت قبلی بازمی‌گردد به این دلیل خواص مواد ویسکوالاستیک به زمان و تاریخچه تغییرشکل مواد بستگی دارد.
مواد ویسکوالاستیک می‌توانند دارای رفتار تیکسوتروپیک یا رئوپکتیک باشند. در سیالات تیکسوتروپیک ویسکوزیته ظاهری سیال با گذشت زمان کاهش می‌یابد در حالی که در سیالات رئوپکتیک ویسکوزیته ظاهری با گذشت زمان افزایش می‌یابد.
سیالات پلیمری اغلب سیالاتی تیکسوتروپیک هستند. این رفتار را می‌توان این‌گونه توجیه کرد که با گذشت زمان، زنجیرهای پلیمری آرام آرام خزش کرده و خود را از داخل گره خوردگی‌های موجود رها می‌کنند و بدین ترتیب مقاومت در برابر تغییر شکل آن‌ها کم می‌شود.

## علم سیالات[۱]
در مباحث مهندسی آشنایی با سیالات همواره مورد اهمیت بوده و این که بدانیم انواع آن و رفتار آن‌ها به شکل می‌باشد می‌تواند کمک بسیاری در پیشبرد صنعت داشته باشد. شناخت علم سیالات در بسیاری از زمینه‌های علمی و پژوهشی دارای اهمیت است و می‌تواند کمک زیادی در پیشبرد بسیاری از مسایل کند.
مواد می‌توانند به سه شکل یا فاز کلی باشند جامد مایع و گاز در یک جامد حجم و شکل مشخص از پارامترهای آن است که این دو پارامتر وابسته به دما و نیروی که حجم در معرض آن قرار می‌گیرد وابسته است اما یک مادهٔ مایع حجم معینی دارد ولی شکل معینی ندارد مایع در هر محفظه‌ای که قرار بگیرد شکل آن محفظه را به خود می‌گیرد ولی آن را پر نمی‌کند. گاز نیز شکل ظرف را به خود گرفته و آن را پر می‌کند. مولکول‌های داخل یک ماده به وسیلهٔ نیروهای بین مولکولی به یکدیگر متصل شده‌اند این نیروها در فازهای مایع و گازی به‌طور قابل توجهی از نیروهای بین اتمی ضعیف تر هستند. در فاز مایع نیروهای بین مولکولی آنقدر ضعیف هستندکه نمی‌توانند ملکولها را در مکان‌های تعادلی معینی در فضا در کنار یکدیگر نگه دارند با این وجود این نیروها مانع زیاد دور شدن ملکول‌های مایع از یکدیگر می‌شوند این موضوع دلیل کم بودن نسبی تغییرات حجم برای یک مایع را توضیح می‌دهد.
یک ویژگی متداول مایعات و گازها این است که فقط در سکون می‌توانند فشار عمود بر سطوح جامد یا مایع یا احاطه‌کننده مایع و گاز را انتقال دهند. نیروهای مماسی روی چنین سطوحی اولین بار زمانی به وقوع خواهد پیوست که بین مایع یا گاز و سطح مایع یا جامد حرکت نسبی وجود داشته باشد برای مثال جریان روی یک رودخانه به صورتی است که سرعت جریان در وسط رودخانه بیشترین و در نزدیک ساحل رودخانه به صفرکاهش می‌یابد. این پدیده با مفهوم نیروهای مماسی (تنش برشی) بین لایه‌های آب که سعی برکند کردن جریان دارند توضیح داده می‌شود. حجم یک المان از مایع در حال جریان تقریباً ثابت است این بدین معناست که چگالی آن یعنی جرم واحد حجم مایع تقریباً ثابت است بنابراین مایعات را تراکم ناپذیر در نظر می‌گیریم.
این موضوع را نیز باید دانست که مواد جامد نیز ممکن است رفتاری سیال گونه از خود نشان دهند. تغییر شکل پلاستیک و خزش رفتارهایی سیال گونه است. خزش در فولاد در دماهای بالای ۴۰۰ درجه سانتی گراد ولی پایین‌تر از دمای ذوب بوقوع می پیوند. در مکانیک محیط‌های پیوسته متداول است که یک سیال را بر مبنای آنچه الگوی غالب برای یک مایع یا گاز است تعریف می‌کنند.
رئولوژی پلیمرها:
سیالات پلیمری اعم از محلولهای پلیمری یا مذابهای پلیمری سیالات غیرنیوتنی می‌باشند، بطوری‌که ویسکوزیته اکثر آن‌ها با افزایش شدت میدان جریان کاهش می‌یابد، به این دسته از سیالات، سیالات شبه پلاستیک گفته می‌شود. موارد خیلی کمی مانند سوسپانسیونهای غلیظ پلیمری وجود دارد که ویسکوزیته آن‌ها با افزایش شدت میدان جریان افزایش می‌یابد. به این سیالات، سیالات دیلاتانت گفته می‌شود. از طرف دیگر بسته به چگونگی عکس‌العمل سیالات در مقابل نیروهای اعمالی، سیالات به دو دسته سیالات ویسکوز و سیالات ویسکوالاستیک تقسیم‌بندی می‌شوند. سیالات ویسکوز به سیالاتی گفته می‌شود که تنشهای اعمالی در آن‌ها صرف جریان یا تغییر فرم غیرقابل برگشت می‌شود در حالیکه سیالات ویسکوالاستیک، سیالاتی هستند که درصدی از تنشهای اعمالی در آن‌ها صرف جریان یا تغییر فرم و درصدی از آن به صورت انرژی قابل برگشت ذخیره می‌شود. به غیر از محلولهای خیلی رقیق پلیمری اکثر سیالات پلیمری رفتارهای ویسکوالاستیک دارند. وجود خاصیت الاستیک در سیالات پلیمری موجب بروز پدیده‌های مانند تورم دای، شکست مذاب و غیره می‌شود. این پدیده‌ها نتیجه تنشهای نرمال القاء شده به سیال در طول جریان می‌باشند.

## ویسکومترهای لوله موئینه یا رئومتراکستروژن (Capillary tube viscometer of extrusion rheometer)
برای استفاده از جریان سیال در داخل لوله به منظور کسب اطلاعات ویسکومتری، معمولاً رئولوژیستها لوله‌های موئینه را مورد استفاده قرار می‌دهند زیرا کوچک بودن قطر لوله موجب کاهش اثر ناشی از تولید حرارت به وسیلهٔ جریان یک سیال ویسکوز که سبب نا یکنواختی دما در سیال می‌شود، گشته و همچنین در مورد مایعات دارای ویسکوزیته پائین، باعث ایجاد افت فشار قابل توجهی در یک لوله با طول مرسوم می‌شود. در حال حاضر جهت مطالعه پلیمرهای مذاب این نوع ویسکومترها از همه مناسب تر تشخیص داده شده‌اند، به ویژه در شدت‌های برش بالا.
روش‌هایی نیز برای استفاده از رئومترهای مویینه جهت تعیین اختلاف بین تنشهای نرمال پیشنهاد شده‌است، که البته مستلزم اتخاد فرضهای بسیار سؤال برانگیزی می‌باشد.
جریان داخل یک لوله موئینه مثالی از یک جریان نسبتاً قابل کنترل است. در نقطه‌ای دور از محل ورود سیال به لوله، یعنی جایی که سیال کاملاً توسعه یافته (fully developed) است، خطوط جریان همواره موازی محور لوله می‌باشند، ولی پروفیل سرعت تابع طبیعت رئولوژیکی سیال است. بجز مواقعی که یک معادله خاص برای سیال معتبر است، مثل معادلاتی که برای سیالات نیوتنی یا پاورلا وجود دارند، تکنیک‌های محاسباتی خاصی جهت تعیین ویسکوزیته مورد نیاز هستند. سایر محدودیتهایی که موجب می‌شوند نتایج حاصل از رئومترهای موئینه غیرقابل استفاده کردند عبارتند از:
تولید حرارت زیاد به دلیل ویسکوز بودن شدید جریان که سبب نایکنواختی درجه حرارت در نقاط مختلف سیال می‌گردد، وابستگی ویسکوزیته به فشار، ناپایداری جریان و آثار انتهایی. ویسکومترهای لوله موئینه (که در برخی موارد رئومترهای اکستروژن نیز نامیده می‌شوند) قادرند با اندازه‌گیری افت فشارهای اصطکاکی ناشی از جریان آرام سیال در لوله موئینه، در مقابل شد شدت‌های جریان، منحنی جریان (flow curve) سیال را بدست آورند.

## جریان‌های چرخشی مورد استفاده در رئومتری
جریانهای چرخشی مبنای کار چند رئومتر بسیار مفید و مرسوم می‌باشند. در بیشتر این رئومترها، دسترسی به سطوح برش امکانپذیر است و به همین دلیل پر کردن و تمیز کردن این دستگاه‌ها نسبت به رئومترهای لوله موئینه به مراتب آسان‌تر است. بعلاوه این رئومترها قادرند طیف وسیع تری از خواص رئولوژیکی را اندازه بگیرند. اما به دلیل شتاب مایل به مرکز ناشی از چرخش، همیشه جریانهای ثانویه‌ای وجود خواهند داشت که در سرعت‌های بالا با اهمیت می‌شوند. در مورد سیالاتی که دارای الاستیسیته هستند (مثل پلیمرهای مذاب)، بی نظمی جریان در لبه‌ها یک فاکتور محدودکننده است. محدوده‌ای از شدت برش که در آن این بی نظمی‌ها مشکل‌زا می‌شوند، بین ۰/۱ تا ۱-S10 است که تابعی از شکل واقعی مورد استفاده برای جریان و نیز نوع ماده مورد مطالعه می‌باشد.

## ویسکومترهای چرخشی از نوع استوانه‌های هم محور (Concentric cylinder rotary viscometers)
این ویسکومتر از دو استوانه هم مرکز تشکیل شده‌است که یکی از آن‌ها ثابت نگهداشته شده و دیگری می‌چرخد. این وسیله می‌تواند سیالی را که داخل یک آنالیز واقع شده‌است دچار برش سازد. توسط این ویسکو متر می‌توان سرعت زاویهٔ استوانه چرخان و نیز گشتاور اعمال شده بر استوانه ساکن را اندازه‌گیری نمود که سپس به کمک این اطلاعات، منحنی جریان ماده تحت برش بدست می‌آید. انواع تجاری متنوعی از این دستگاه وجود دارند. طرح اصلی ویسکو مترهای چرخشی استوانه‌های هم مرکز در شکل زیر نشان داده شده‌است. سیال در فضای بین دو استوانه قرار می‌گیرد. معمولاً استوانه داخلی ((باب، bob)) و استوانه خارجی ((کاپ، Cup)) نامیده می‌شوند. باب به وسیلهٔ یک سیم پیچش (Torsion wire) از یک تکیه گاه ثابت (fixed Support) آویزان است و بدین ترتیب هنگامیکه کاب با یک سرعت زاویهای مشخص دوران می‌کند، باب ساکن باقی می‌ماند. گشتاوری که تحت این شرایط در سیم پیچش ایجاد می‌گردد، از روی یک درجه (Scale indicator) خوانده می‌شود. البته در دستگاه‌های تجاری موجود، این اصول به‌شکل بسیار پیچیده تری نسبت به آنچه که در شکل زیرنشان داده شده‌است، بکار گرفته می‌شوند.

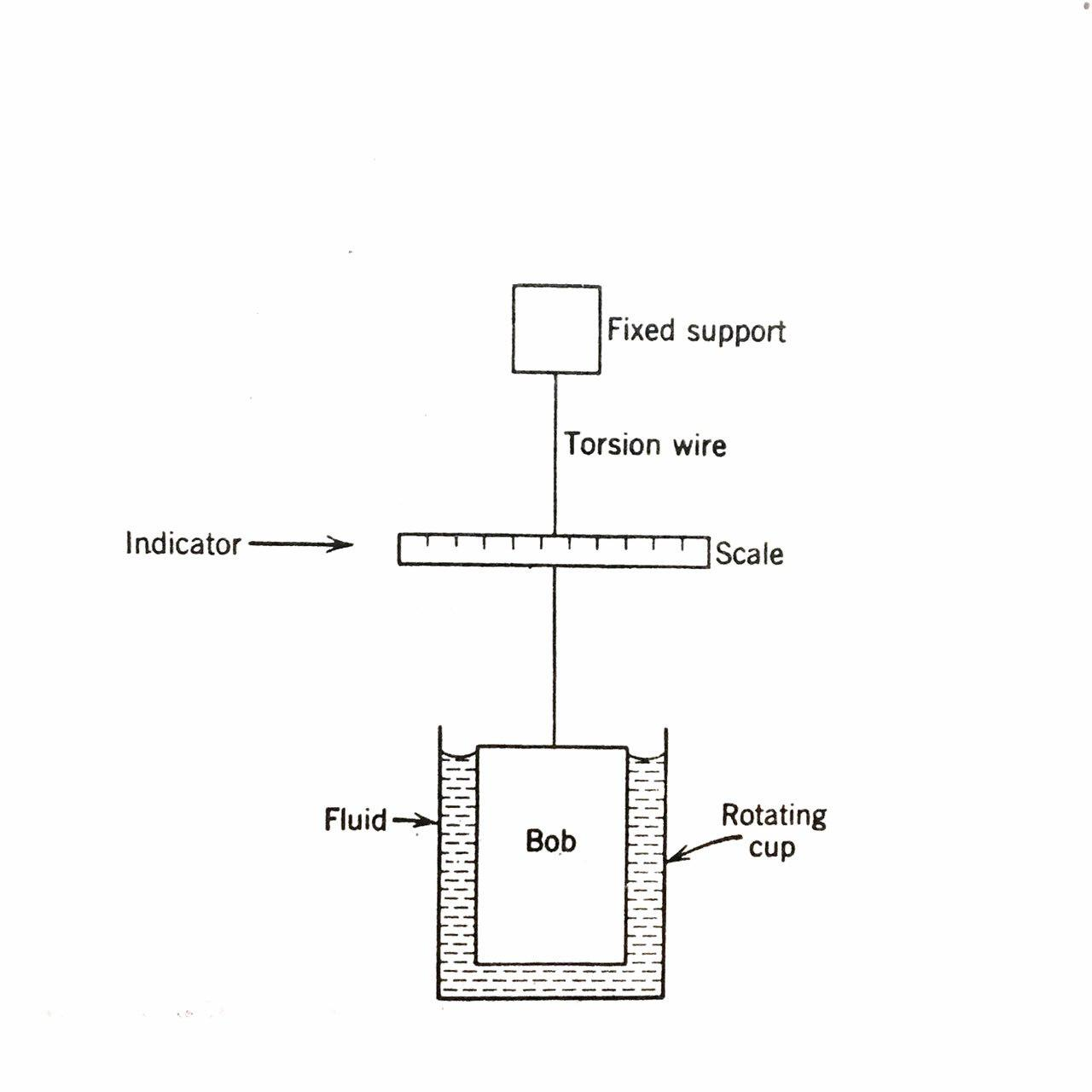
ویسکومتر

## استوانه دوران‌کننده در یک سیال بی‌نهایت
این دستگاه که یکی از سادهترین انواع ویسکومترها می‌باشد، در واقع طرح اصلاح شده‌ای از ویسکو مترهای استوانهای هم محور است که در آن‌ها شعاع کاپ تا حدی مؤثری بزرگ گشته‌است. منحنی جریان می‌تواند با انجام اندازه‌گیری‌هایی بر روی گشتاور مورد نیاز جهت چرخاندن یک میله استواند ای غوطه ور در یک سیال بی‌نهایت، با سرعتهای مشخصی مختلف، بدست آورده شود. سیال در ظرفی قرار دارد که شعاع آن به مراتب بزرگتر از شعاع میله می‌باشد به نحویکه دیواره‌های ظرف هیچ اثری روی حرکت برشی سیال اعمال نمی‌نمایند.

## ویسکومتر مخروط و صفحه
این دستگاه از یک صفحه مسطح افقی و یک مخروط وارونه تشکیل شده‌است مخروط در فاصله‌های بسیار نزدیک به صفحه قرار دارد. زاویه بین صفحه و سطح مخروط بسیار کوچک است معمولاً کمتر از یک درجه و نمونه سیال در شکاف کوچک بین صفحه و مخروط قرارداده می‌شود، کنترل دما معمولاً از طریق صفحه زیری انجام می‌گردد. منحنی جریان از اندازه‌گیری گشتاورهای مورد نیاز جهت چرخاندن مخروط در سرعت‌های مختلف بدست می‌آید. شکل دستگاه به‌طور شماتیک در تصویر زیرنشان داده شده‌است.

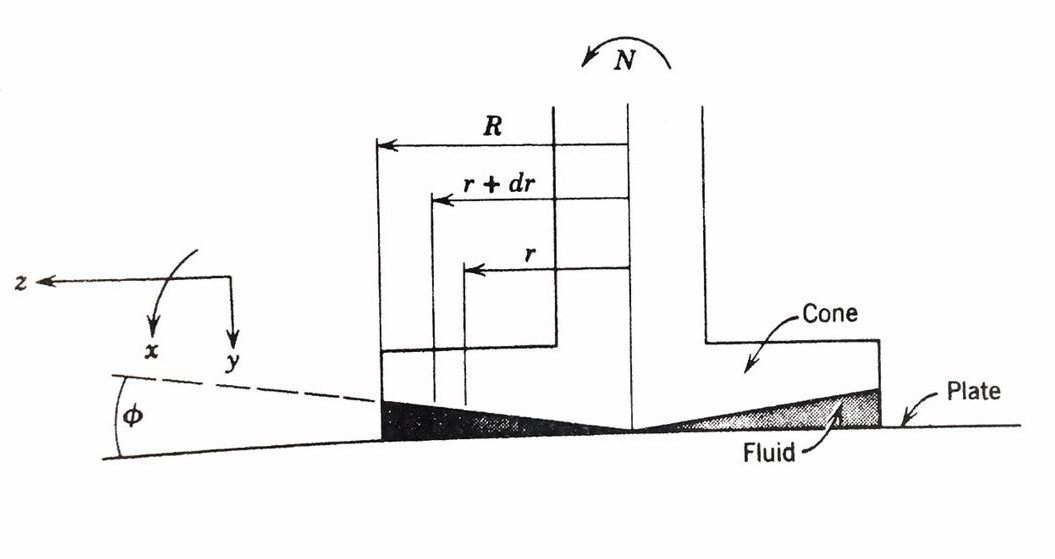
ویسکومتر مخروط و صفحه

## رئوگونیومتر (Rheogoniometer)
این وسیله جهت اندازه‌گیری تنش‌های برشی و نرمال ایجاد شده در یک سیال ویسکوالاستیک تحت برخی ساخته شده‌است. این دستگاه در واقع یک رئومتر مخروط و صفحه وارونه است که در آن صفحه با یک سقف شیشه‌ای دارای لوله‌های موئینه عمودی، جهت اندازه‌گیری تنش‌های نرمال، جایگزین شده‌است. عدد خوانده شده از " فنر پیچش " (torsion SPring) اجازه تعیین تنش برشی را خواهد داد. تنشهای نرمال وارده بر سیال موجب بالا رفتن ماده در لوله‌های موئینه می‌گردند. با استفاده از معادله تعادل نیروها و نیز ارتفاع سیال در داخل لوله‌های موئینه، مقدار تنشهای نرمال محاسبه می‌شوند.
دستگاه رئوگونیومترمی تواند با حذف لوله‌های موتئینه و در عوض آن اندازه‌گیری یک نیروی عمودی کل، ساده‌تر گردد.
این رنومتر که بنام "رئوگونیومتر ویزنبرگ " معروف است، طی سال‌های ۱۹۷۵–۱۹۵۵ از تمام انواع دیگر رئومترهای مخروط و صفحه بیشتر مورد استفاده قرارگرفته‌است. در واقع این رئومتر اولین نوع تجاری ساخته شده جهت اندازه‌گیری هم‌زمان تنش‌های برشی و تنش‌های نرمال است. طرح اولیه ویزنبرگ بعداً توسط روبرت (Roberts) اصلاح گشت، که این طرح جدید اغلب با عنوان "رئوگونیومتر ویزنبرگ روبرت " معرفی می‌شود.
دروسیله (شکل مقابل) مخروط (۴) روی یک میل پیچش (۱) قرار داده شده‌است و مقدار جابجایی زاویه‌ای آن به‌طور الکتریکی اندازه‌گیری می‌شود (۲). صفحه (۶) با یک مکانیزم مکانیکی (۷) رانده می‌شود، و نیروی عمودی (نرمال) نیز به‌طور الکترونیکی (۸) اندازه‌گیری می‌گردد. دمای نمونه (۵) با وسیله‌های مثل یک کوره تشعشعی (۳) کنترل می‌شود. محققین مختلفی که با این وسیله کار کردهاند» متوجه شد مانند که چهارچوب اصلی بین رئومتر جهت مطالعه موادی که اولین اختلاف بین تنشهای نرمال آن‌ها بزرگ می‌باشد.

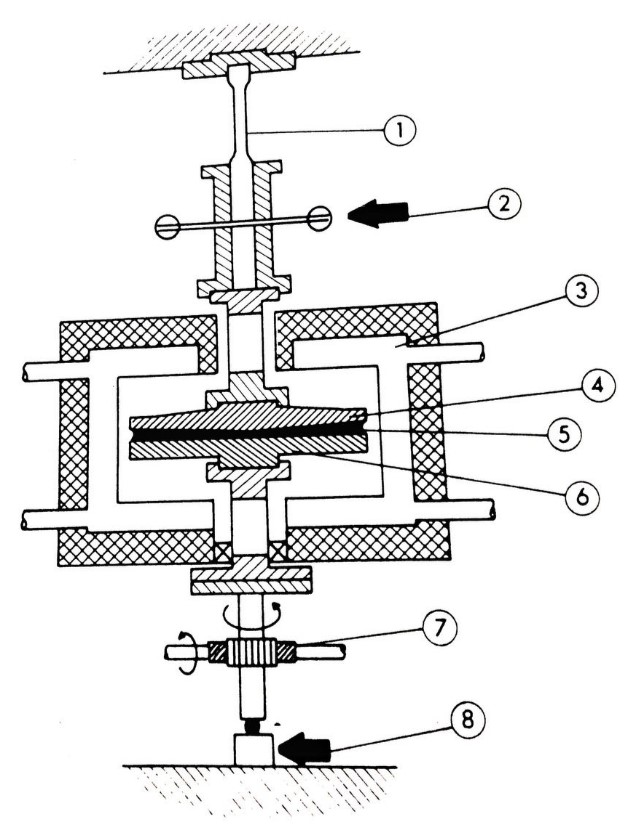
رئوگونیومتر

## روش‌های دیگر اندازه‌گیری تنش‌های نرمال
یکی از وسایل اندازه‌گیری تنش‌های نرمال، رئومتر "صفحات موازی چرخان " است. این وسیله همانند رئوگونیومتر است و فقط به جای مخروط یک صفحه مسطح افقی چرخان در آن قرار دارد. استخراج معادلات در این وسیله با موازنه نیروها بدست می‌آید که در اینجا از ذکر آن‌ها صرف نظرگشته و در این روش سیال ویسکوالاستیک با فشار در داخل یک لوله استوانه‌های بلند به حرکت درآمده و سپس به صورت یک جت افقی از لوله خارج می‌شود. شدت جریان باید به اندازه کافی زیاد باشد تا کشش سطحی و آثار مربوط به ثقل قابل صرف نظر کردن شوند. با اندازه‌گیری تراست ایجاد شده توسط جت یا قطر انبساط یافتهٔ نهایی جت می‌توان تنش‌های نرمال تولید شد ساده داخل لوله را تخمین زد. اهمیت این روش در شدت‌های برشی به مراتب بالاتر از آنچه که در وسایل چرخشی قابل دستیابی است.

## اکستنسیومترها
این دستگاه‌ها با ایجاد انواع مختلفی از جریانهای کششی در ماده، برخی خواص رئولوژیکی آن را اندازه‌گیری می‌نمایند. تغییر شکلهای کششی یکنواخت از مرسوم‌ترین انواع جریانهای کششی مورد استفاده در رئومتری هستند زیرا می‌توانند به نحو دقیقی خواص را تعیین نمایند. جریانهای کششی نایکنواخت قادر به اندازه‌گیری دقیق خواص نیستند و بیشتر جهت مقایسه مواد پلاستیکی بکار برده می‌شوند.
در مطالعه تجربی جریانهای کششی یکنواخت مشکلات خاصی بروز می‌نمایند که در مطالعه جریان‌های برشی یکنواخت مشاهده نمی‌شوند. قبل از هرچیز، نحوه قرارگیری نمونه باید به گونه‌ای باشد که بدون ایجاد مزاحمتی برای عمل ازدیاد طول، سبب حذف نقل به عنوان یک نیروی محرکه در تغییر شکل گردد. در مواردیکه مواد بشدت ویسکوز، با ویسکوزیته‌هایی بیش از حدوداً pa.s ۱۰۷، مورد مطالعه هستند این مشکل بروز نمی‌کند ولی برای ترموپلاستیکها در دماهای معمولی فرایند، این اثر قابل صرفنظر کردن نیست. در این مواقع، نمونه یا به صورت شناور یا غوطه ور در حمامی از روغن داغ با دمای کنترل شده قرارداده می‌شود. اگر نمونه شناور باشد، باید جهت کسب اطمینان از یکنواختی دمای آن دقت زیادی مبذول گردد و اگر غوطه ور است، دانسیته آن باید کاملاً نزدیک به دانسیته روغن باشد.